# Palenica (688 m)
Palenica (688 m n.p.m.), niem. Spitzberg – szczyt w Paśmie Błatniej w Beskidzie Śląskim.
Znajduje się na północno-wschodnim ramieniu Przykrej, które poprzez szczyty Wysokie, Kopany i Palenica biegnie na północ. Na grzbiecie i zachodnich stokach opadających do doliny Potoku Wysokiego duża i zarastająca polana. Północne stoki Palenicy opadają do zabudowanych rejonów wsi Jaworze, wschodnie do Doliny Wapienicy. Grzbietem biegnie granica między wsią Jaworze i miastem Bielsko-Biała.
Na samym szczycie (niedaleko niebieskiego szlaku) znajduje się kamienny wał wysokości 1,5 – 2 m, otaczający eliptyczny majdan o osiach 60 i 70 m, któremu przypisywane są cechy starożytnej (ok. 500 lat p.n.e.) warowni, w której być może chronił się lud Młyńskiej Kępy. Istnieje również przypuszczenie, że było to miejsce religijnego kultu lub warowna strażnica grodziska w Starym Bielsku, jednak w wyniku badań archeologicznych nie stwierdzono tu innych śladów pobytu ludzi. Niedaleko tajemniczego kręgu na Palenicy znajduje się kompleks około stu kamiennych kopców. Przypuszczalnie w drugiej połowie XVII w. odbywały się na szczycie góry nabożeństwa ewangelickie (tzw. „Leśne kościoły”).

## Szlak turystyczny
Na Palenicę nie prowadzi szlak turystyczny, ale można podejść na jej szczyt ścieżką z niebieskiego szlaku, z polanki między szczytem Wysokiego i Palenicy.
 Wapienica Górna – Jezioro Wapienickie – Kopany – Wysokie – Góra Przykra – Siodło pod Przykrą – Błatnia. Odległość 8,2 km, suma podejść 560 m, czas przejścia 2:30 godz., z powrotem 1:50 godz.

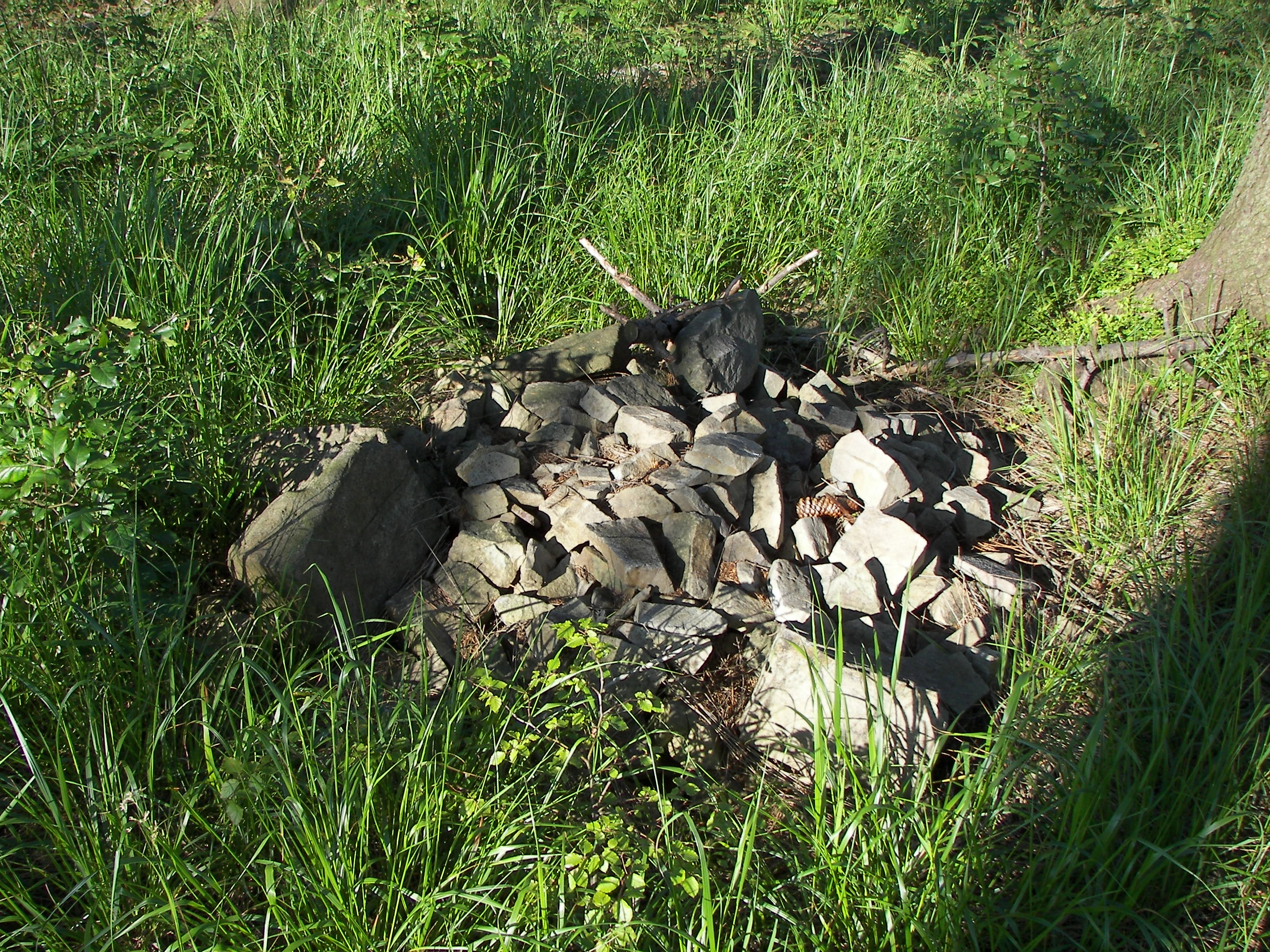
Jeden z kopców kamiennych na Palenicy
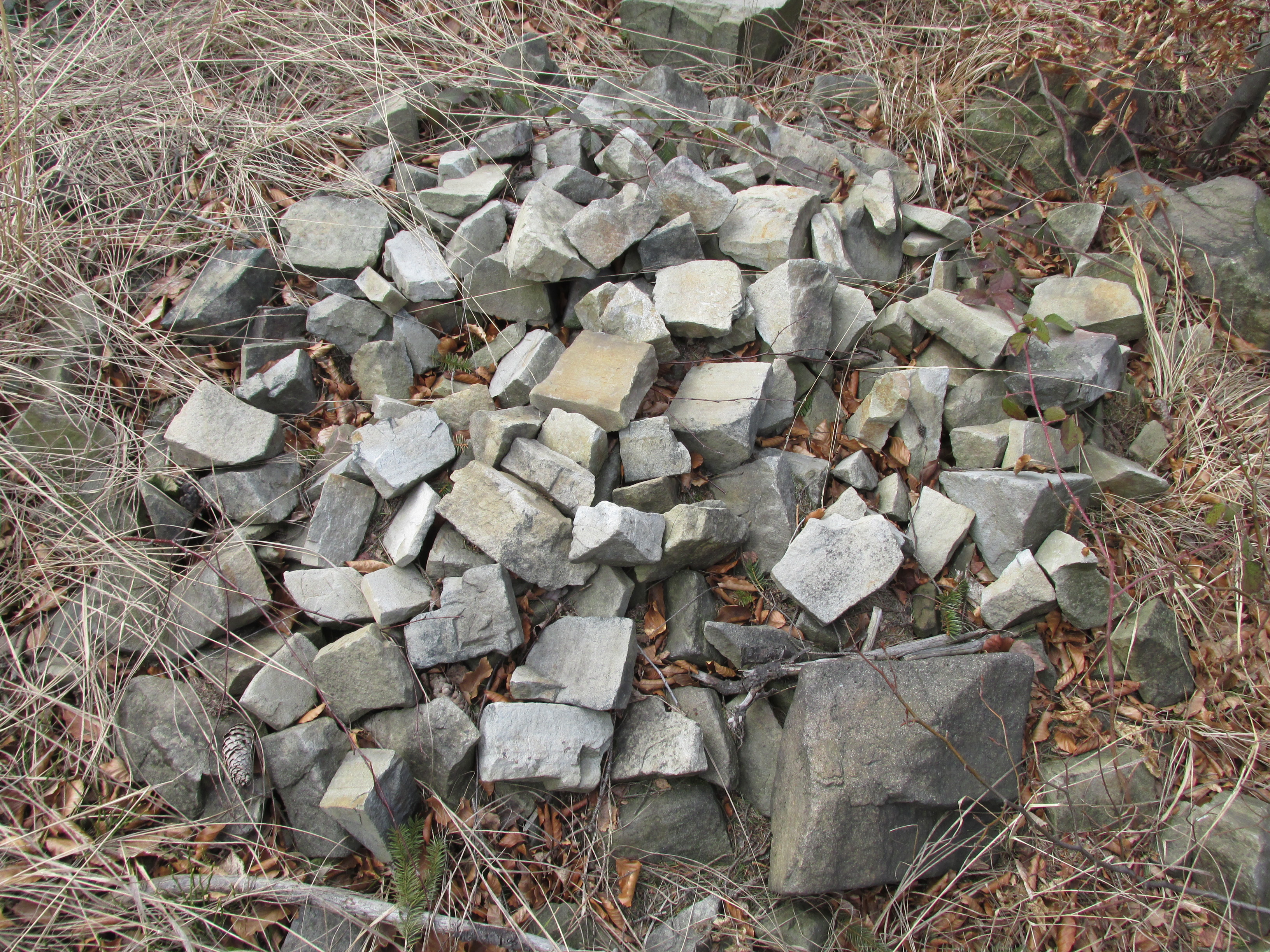
Jeden z kopców kamiennych na Palenicy
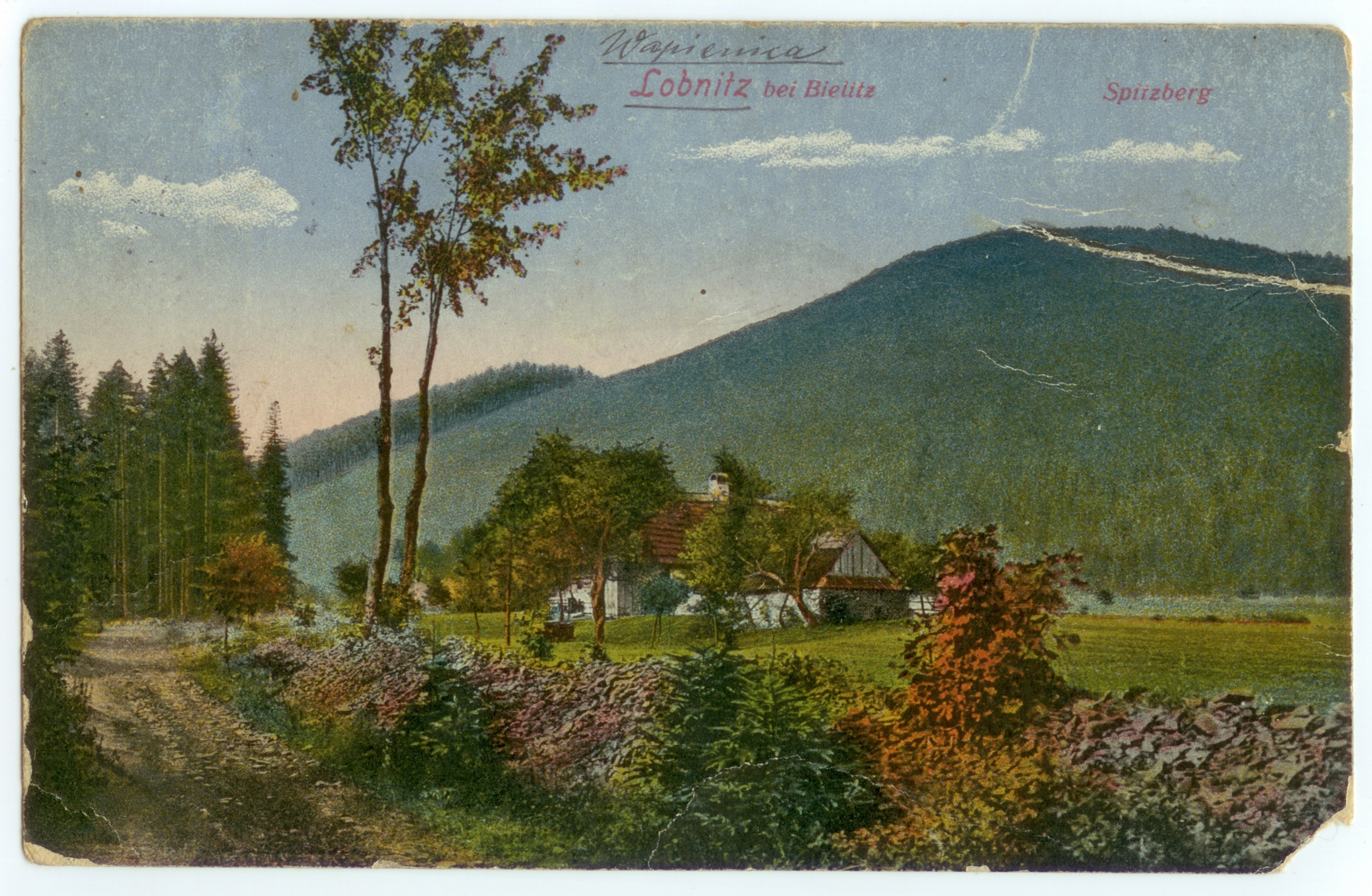
Palenica, Spitzberg (Beskid Śląski), pocztówka lata 20. XX w.
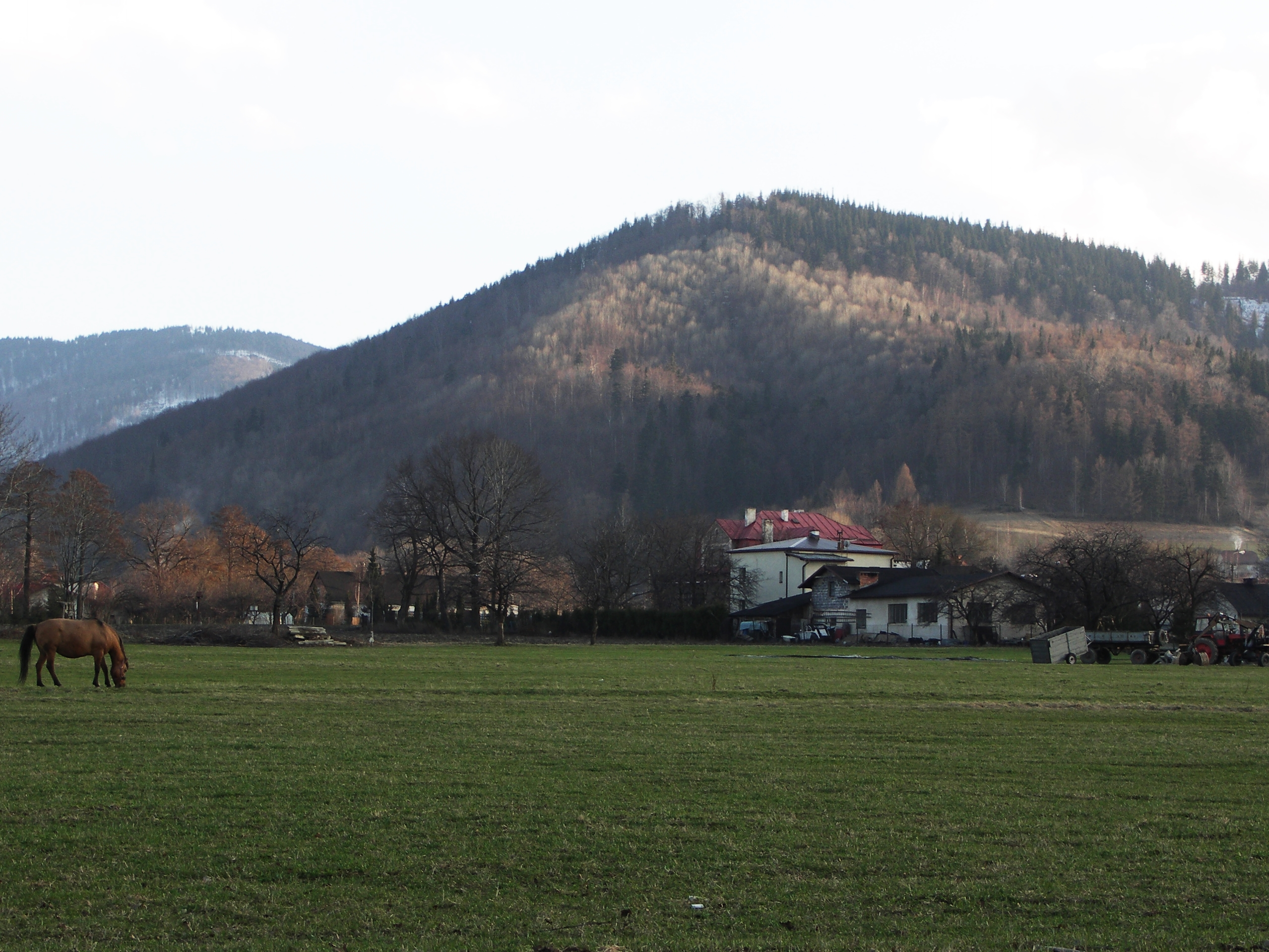
Palenica od północy